# Całuskowate
Całuskowate (Helostomatidae) – rodzina ryb okoniokształtnych.

## Występowanie
Jest rodziną szeroko rozpowszechnioną w południowo-wschodniej Azji. W środowisku naturalnym występują w słabo natlenionych, wolno płynących strumieniach, stawach i mokradłach.

## Rozmnażanie
Rozmnażanie może być kłopotliwe ze względu na trudności w rozróżnieniu płci. Osobniki należy hodować do momentu osiągnięcia dojrzałości. Samica w okresie tarła będzie zaokrąglona w części brzusznej. Ze względu na fakt, iż samica rozrzuca ikrę wśród roślin, a lekkie jaja unoszą się w toni wodnej, nie ma szczególnych wymagań dla środowiska tarliskowego. Zdecydowanym atutem może być bogata roślinność. Zaloty rozpoczyna samiec, który pływa wokół samicy z wyprężonymi płetwami. Kiedy samica jest gotowa, rozpoczyna się taniec godowy w czasie którego ryby wzajemnie uderzają się ogonami. Między osobnikami dochodzi do wielokrotnych aktów tarła, po których samica może rozrzucić nawet 2 000 jaj.
Po zauważeniu ikry dorosłe ryby należy odłowić, gdyż mogą zjeść jajeczka. Wylęg powinien nastąpić po 1–2 dniach, a po 3 następnych narybek swobodnie pływa. W tym okresie można karmić młode mikro pokarmami. Woda w zbiorniku z narybkiem powinna być bardzo dobrze natleniona, ponieważ nie mają one jeszcze wykształconego narządu labiryntowego.

## Klasyfikacja
Rodzina obejmuje jedną podrodzinę:
- Helostominae